# Punta de Astorg
Punta de Astorg (francouzsky Pointe d’Astorg, 3355 m n. m.) je hora v Pyrenejích. Nachází se na území španělské provincie Huesca v autonomním společenství Aragonie nedaleko francouzských hranic. Hora patří do podskupiny Benasque v Centrálních Pyrenejích.